# West Menlo Park
West Menlo Park és una concentració de població designada pel cens dels Estats Units a l'estat de Califòrnia. Segons el cens del 2000 tenia 3.629 habitants.

## Demografia
Segons el cens del 2000, West Menlo Park tenia 3.629 habitants, 1.420 habitatges, i 955 famílies. La densitat de població era de 2.802,3 habitants/km².
Dels 1.420 habitatges en un 34,7% hi vivien nens de menys de 18 anys, en un 57,6% hi vivien parelles casades, en un 7% dones solteres, i en un 32,7% no eren unitats familiars. En el 25% dels habitatges hi vivien persones soles el 8,7% de les quals corresponia a persones de 65 anys o més que vivien soles. El nombre mitjà de persones vivint en cada habitatge era de 2,55 i el nombre mitjà de persones que vivien en cada família era de 3,04.
Per edats la població es repartia de la següent manera: un 25,3% tenia menys de 18 anys, un 3,6% entre 18 i 24, un 32,1% entre 25 i 44, un 25,8% de 45 a 60 i un 13,3% 65 anys o més.
L'edat mediana era de 39 anys. Per cada 100 dones de 18 o més anys hi havia 91,1 homes.
Entorn del 0,4% de les famílies estaven per davall del llindar de pobresa.

## Poblacions més properes
El següent diagrama mostra les poblacions més properes.